# Mark Bowen
Mark Bowen (sinh ngày 7 tháng 12 năm 1963) là một cầu thủ bóng đá người Wales.

## Đội tuyển bóng đá quốc gia Wales
Mark Bowen thi đấu cho đội tuyển bóng đá quốc gia Wales từ năm 1986 đến 1997.

## Thống kê sự nghiệp
| Đội tuyển bóng đá Wales | Đội tuyển bóng đá Wales | Đội tuyển bóng đá Wales |
| Năm                     | Trận                    | Bàn                     |
| ----------------------- | ----------------------- | ----------------------- |
| 1986                    | 2                       | 0                       |
| 1987                    | 0                       | 0                       |
| 1988                    | 2                       | 0                       |
| 1989                    | 6                       | 1                       |
| 1990                    | 1                       | 0                       |
| 1991                    | 3                       | 0                       |
| 1992                    | 8                       | 2                       |
| 1993                    | 3                       | 0                       |
| 1994                    | 4                       | 0                       |
| 1995                    | 6                       | 0                       |
| 1996                    | 5                       | 0                       |
| 1997                    | 1                       | 0                       |
| Tổng cộng               | 41                      | 3                       |